# Solange Witteveen
Solange Marilú Witteveen (Buenos Aires, 6 februari 1976) is een voormalige Argentijnse atlete, die was gespecialiseerd in het hoogspringen. Ze werd meervoudig Argentijns kampioene en heeft het Zuid-Amerikaanse record in handen in deze discipline. Tweemaal nam ze deel aan de Olympische Spelen, maar bleef medailleloos. Ze was ook een sterk hink-stap-springster, getuige haar nationale titel in 1995.

## Loopbaan
In 1999 manifesteerde Witteveen zich voor het eerst op een internationaal toernooi: op de Pan-Amerikaanse Spelen in Winnipeg won ze goud met een sprong van 1,88 m. De Braziliaanse Luciane Dambacher werd tweede, de Canadese Nicole Forrester derde.
Op de Olympische Spelen van 2000 in Sydney geraakte Solange Witeveen met een sprong van 1,89 niet door de kwalificatieronde. In mei 2001 verbeterde ze in Manaus haar persoonlijk record tot 1,97. Later dat jaar werd ze na afloop van een wedstrijd in Brazilië voor twee jaar geschorst wegens het gebruik van doping. In haar urine werden sporen van pemolina aangetroffen. Ook haar PR van 1,97 werd uit de boeken geschrapt. In 2004 op de Olympische Spelen van Athene sprong ze wederom 1,89 en sneuvelde hiermee, net als vier jaar eerder, in de kwalificatieronde.
Solange Witteveen was lid van atletiekvereniging Capital Federal.

## Titels
- Zuid-Amerikaans kampioene hoogspringen - 1997, 2005
- Pan-Amerikaans kampioene hoogspringen - 1999
- Argentijns kampioene hoogspringen - 1993, 1995, 1997, 1999, 2001, 2004, 2005
- Argentijns kampioene hink-stap-springen - 1995
- Zuid-Amerikaans juniorenkampioene hoogspringen - 1993

## Persoonlijke records
Outdoor
| Onderdeel          | Prestatie   | Datum            | Plaats       |
| ------------------ | ----------- | ---------------- | ------------ |
| 100 m horden       | 14,62       | 7 oktober 2006   | Buenos Aires |
| hoogspringen       | 1,96 m (AR) | 8 september 1997 | Oristano     |
| verspringen        | 6,27 m      | 18 april 1999    | Montevideo   |
| hink-stap-springen | 12,43 m     | 7 oktober 2006   | Buenos Aires |

Indoor
| Onderdeel    | Prestatie   | Datum           | Plaats |
| ------------ | ----------- | --------------- | ------ |
| hoogspringen | 1,94 m (NR) | 9 februari 2000 | Brno   |

## Prestaties
| Jaar | Wedstrijd                      | Plaats            | Resultaat | Onderdeel            | Tijd   |
| ---- | ------------------------------ | ----------------- | --------- | -------------------- | ------ |
| 1992 | Zuid-Amerikaanse jeugdkamp.    | Santiago          | 1e        | hoogspringen         | 1,70 m |
| 1993 | Zuid-Amerikaanse juniorenkamp. | Puerto La Cruz    | 1e        | hoogspringen         | 1,75 m |
| 1994 | Zuid-Amerikaanse juniorenkamp. | Santa Fe          | 2e        | hoogspringen         | 1,76 m |
| 1995 | Zuid-Amerikaanse juniorenkamp. | Santiago          | 3e        | polsstokhoogspringen | 2,60 m |
|      | Pan-Amerikaanse juniorenkamp.  | Santiago          | 3e        | verspringen          | 5,67 m |
|      | Zuid-Amerikaanse juniorenkamp. | Santiago          | 3e        | verspringen          | 5,64 m |
| 1997 | Zuid-Amerikaanse kamp.         | Mar del Plata     | 1e        | hoogspringen         | 1,89 m |
| 1998 | Zuid-Amerikaanse Spelen        | Cuenca            | 1e        | hoogspringen         | 1,75 m |
|      | Ibero-Amerikaanse kamp.        | Mexico-Stad       | 2e        | hoogspringen         | 1,83 m |
| 1999 | Pan-Amerikaanse Spelen         | Winnipeg          | 1e        | hoogspringen         | 1,88 m |
|      | Universiade                    | Palma de Mallorca | 3e        | hoogspringen         | 1,93 m |
| 2000 | Ibero-Amerikaanse kamp.        | Rio de Janeiro    | 1e        | hoogspringen         | 1,87 m |
| 2003 | Pan-Amerikaanse Spelen         | Santo Domingo     | 7e        | hoogspringen         |        |
| 2005 | Zuid-Amerikaanse kamp.         | Cali              | 2e        | hoogspringen         | 1,88 m |
| 2006 | Ibero-Amerikaanse Spelen       | Ponce             | 4e        | hoogspringen         | 1,81 m |
|      | Zuid-Amerikaanse kamp.         | Tunja             | 5e        | 100 m horden         | 14,79  |
| 2007 | Pan-Amerikaanse Spelen         | Rio de Janeiro    | 8e        | hoogspringen         |        |